# Filtro de Savitzky–Golay

El filtro de Savitzky–Golay es un tipo de filtro, descrito por primera vez en 1964 por Abraham Savitzky y Marcel J. E. Golay. El método Savitzky–Golay se basa en el cálculo de una regresión polinomial local (de grado k), con al menos k+1 puntos equiespaciados, para determinar el nuevo valor de cada punto. El resultado será una función similar a los datos de entrada, pero suavizada. Se describen métodos para calcular desde la primera a la quinta derivada.
La principal ventaja de esta aproximación es que tiende a preservar características de la distribución inicial tales como los máximos y mínimos relativos, así como el ancho de los picos, que normalmente desaparecen con otras técnicas de promediado (como la media desplazada).
El artículo en el que se describe el filtro es uno de los más citados de la revista Analytical Chemistry y es designado por dicha revista como uno de los diez artículos más notorios, e incluso, que forma parte de los inicios de la instrumentación analítica computerizada. El artículo original de Savitzky y Golay contiene algunos errores tipográficos que son corregidos en un artículo posterior por Steinier, Termonia y Deltour.